# Mezzani
Mezzani (emilián nyelven Mzàn vagy Amzàn) település Olaszországban, Emilia-Romagna régióban, Parma megyében. Lakosainak száma 3218 fő (2018. január 1.). Mezzani Parma, Sorbolo, Viadana, Brescello, Colorno és Torrile községekkel határos.

## Népesség
A település lakossága az elmúlt években az alábbi módon változott:

| 2017 | 3 256 |
| 2018 | 3 218 |